# Грач, Александр Данилович
Алекса́ндр Дани́лович Грач (5 июля 1928 — 7 марта 1981) — русский советский археолог, кандидат исторических наук, крупнейший специалист по археологии древних и раннесредневековых кочевников Центральной Азии, автор более 100 научных публикаций по этой теме. Более четверти века руководил археологическими исследованиями в Туве. Основной труд: монография «Древние кочевники в центре Азии», М.: Наука, ГРВЛ, 1980. 256 с. Кроме того, в 1950-х годах проводил археологические раскопки в городской черте Ленинграда, считается основоположником археологии Петербурга.

## Биография
Из семьи служащих.
С 1946 по 1951 год учился на кафедре археологии исторического факультета ЛГУ.
В 1951—1963 старший научно-технический сотрудник, с 1955 по 1958 год младший научный сотрудник.
Ученый секретарь ЛЧ ИЭ АН СССР.
В 1962 защитил кандидатскую диссертацию на тему «Древнетюркские изваяния Тувы».
С 1963 по 1973 год младший научный сотрудник, старший научный сотрудник ЛО Института археологии АН СССР.

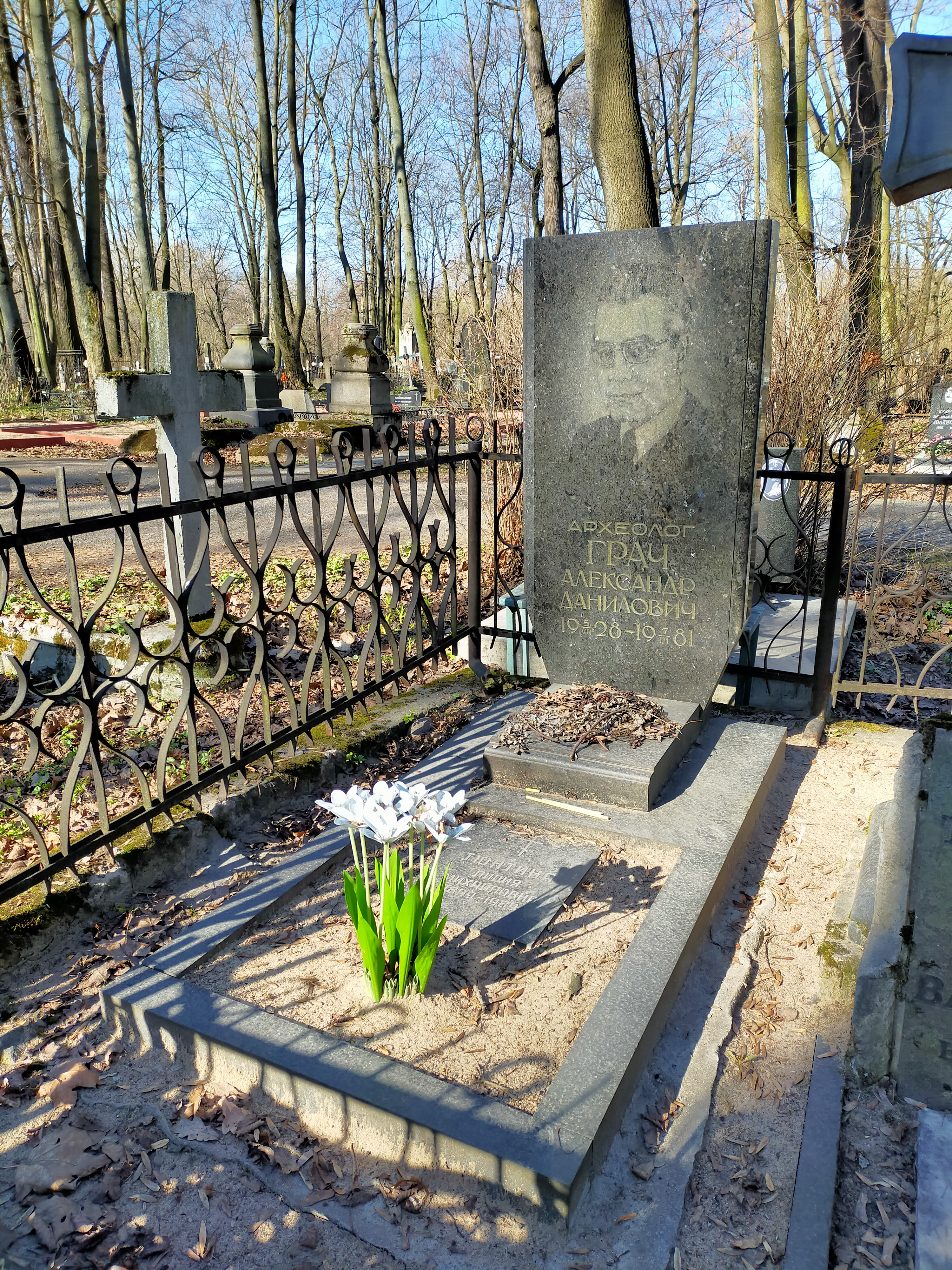
Могила А. Д. Грача, Волковское лютеранское кладбище

В 1974 году Александр Данилович становится младшим научным сотрудником кафедры философии АН СССР.
С 1974 по 1977 год старший научный сотрудник Тувинского НИИЯЛИ.
С 1978 по 1981 год старший научный сотрудник группы Средней Азии и Казахстана ЛЧ ИЭ АН СССР.

## Семья
Мать — Лидия Михайловна Тюнтина (1899—1989), артистка балета и педагог.
Жена — Нонна Леонидовна Грач (Журавлёва) (1929—1991), археолог и историк.

## Основные публикации
- Археологические раскопки в Ленинграде (К характеристике культуры и быта населения Петербурга XVIII в.). М.; Л., 1957;
- Петроглифы Тувы, I (Проблема датировки и интерпретации, этнографической традиции) // Сборник МАЭ. 1957. Т. 17. С. 385—428;
- Петроглифы Тувы, II (Публикация комплексов, обнаруженных в 1955 г.) // Сборник МАЭ. 1958. Т. 18. С. 339—384;
- Древнетюркские изваяния Тувы (по материалам исследований 1953—1960 гг.). М., 1961;
- Новое о добывании огня, происхождении и семантике циркульного орнамента // КСИА АН СССР. 1966. Вып. 107. С. 28-32;
- Turchi antichi, centri e correnti // Enciclopedio universale dell’arte. Venezia-Roma. Boll. 14. 1966. P. 237—256;
- Хронологические и этнокультурные границы древнетюркского времени // Тюркологический сборник (К 60-летию А. Н. Кононова). М., 1966. С. 188—193;
- Вопросы датировки и семантики древнетюркских тамгообразных изображений горного козла // Тюркологический сборник, М., 1973. С. 316—333;
- Древнекыргызские курганы у северной границы котловины Больших озёр и находки тибетских надписей на бересте // Страны и народы Востока. М., 1980. Вып. 22. С. 103—123;
- Древние кочевники в центре Азии. М., 1980;
- Центральная Азия — общее и особенное в сочетании социальных и географических факторов // Роль географического фактора в истории докапиталистических обществ. Л., 1984. С. 113—125.